# Plasmine
La plasmine est une peptidase qui catalyse l'hydrolyse des liaisons peptidiques situées préférentiellement après un résidu de lysine ou un résidu d'arginine. Elle possède à cet égard une plus grande sélectivité que la trypsine.
Cette enzyme intervient en lysant la fibrine dans le processus de fibrinolyse, étape indispensable de la coagulation sanguine. Elle provient de l'activation du plasminogène par l'urokinase et par l'activateur tissulaire du plasminogène.

La génération de plasmine va engendrer la destruction des fibres de fibrines et donner des D-dimères

Rôle physiologique du plasminogène et de la plasmine.

Le plasminogène est synthétisé par le foie et se retrouve dans le sang.

## Pathologies associées
Le déficit en plasminogène est une maladie rare faiblement associée à une thrombophilie.